# Алберт Велики
Алберт Велики (на латински: Albertus Magnus, наричан още Албертус Магнус или Алберт от Кьолн) е германски философ, богослов, светец на Католическата църква и доминикански епископ. Признат от Католическата църква за един от 37-те Учители на Църквата и наставник на Тома Аквински. 
Приживе  е известен като Doctor universalis и Doctor expertus, а през последните години от живота му титлата „Magnus“ („Велик“) е добавена към името му. Той е признат за най-великия немски философ и теолог от Средновековието.
Член е на Доминиканския орден, приемащ философските идеи на Аристотел.

## За него
Алберт вероятно е роден преди 1200 г., с оглед добре документирани доказателства, че е бил на над 80 години при смъртта си през 1280 г.
Роден в семейството на граф фон Болстед в Лауинген (днес в Бавария), тъй като той се е наричал „Алберт от Лауинген“, но това също може да е просто фамилно име. Най-вероятно семейството му принадлежи към класата на свещениците.
Алберт вероятно е получил образование главно в университета в Падуа, където изучава трудовете на Аристотел и Отците на Църквата, а също така показва големи способности към естествените науки. По-късно свидетелство на Рудолф от Новамагия споменава за среща между Алберт и Дева Мария, която го убеждава да приеме свещеничеството. През 1223г. (или 1229г.)  той става член на Доминиканския орден и учи теология в Болоня.
От 1228 до 1254 г. Алберт преподава в най-големите университети в Бавария и Франция и печели славата на най-великия схоласт в Европа. Избран е за преподавател в Кьолн, където преподава няколко години, а също и в Регенсбург, Фрайбург, Страсбург и Хилдесхайм. 
По време на първата си лекция в Кьолн Алберт написва своята „Summa de bono" след дискусия с Филип Канцлерa относно трансценденталните свойства на битието
През 1245 г. Алберт става магистър по теология при Герик от Сен Куентен, първият немски доминиканец, получил тази титла. Преподава теология в Парижкия университет като щатен професор, заемайки Катедрата по теология в Колежа на Сейнт Джеймс. По това време Тома Аквински започва да учи под ръководството Алберт. Впоследствие той става един от неговите любими ученици и го придружава в пътуванията му.
Алберт е първият, който коментира почти всички писания на Аристотел, като по този начин ги прави достъпни за по-широк академичен дебат. Изучаването на гръцкия философ го кара да изследва и коментира ученията на мюсюлмански учени, по-специално Авицена и Авероес.
През 1254 г. Алберт е направен провинциал на Доминиканския орден и изпълнява задълженията на службата с голямо внимание и ефективност. По време на мандата си публично защитава доминиканците срещу атаките на светското преподавателско тяло на Парижкия университет, коментира Йоан Богослов  и отговаря на това, което възприема като грешки на ислямския философ Авероес.
През 1259 г. Алберт участва в генералния капитул на доминиканците във Валансиен заедно с Тома Аквински, майстори Бонушомо Брито, Флоренций и Петър (по-късно папа Инокентий V), установявайки ratio studiorum или програма за обучение за доминиканците, които представят изучаването на философия като иновация за тези, които не са достатъчно обучени да изучават теология. Това нововъведение поставя началото на традицията на доминиканската схоластична философия, приложена на практика, например през 1265 г. в studium provinciale на ордена в манастира Санта Сабина в Рим, който ще се превърне в Папският университет на Свети Тома Аквински.
През 1260 г. папа Александър IV го прави епископ на Регенсбург - служба, от която той се оттегля след три години. По време на изпълнение на задълженията си той засилва репутацията си на смирен човек, като отказа да язди кон, в съответствие с диктата на Доминиканския орден, и обикаля огромната си епархия пеша.
През 1263 г. папа Урбан IV го освобождава от задълженията на епископ и го моли да проповядва в полза на Осмия кръстоносен поход в немскоговорящите страни. 
Прочува се с работата си като помирител между конфликтни страни. В Кьолн е известен не само с това, че е основател на най-стария университет в Германия там, но и с „голямата присъда“ (der Große Schied) от 1258 г., която слага край на конфликта между гражданите на Кьолн и архиепископа. Сред последните му усилия е защитата на ортодоксията на бившия му ученик Тома Аквински, чиято смърт през 1274 г. наскърбява Алберт.
Алберт е учен, философ, астролог, теолог, духовен писател, икуменист и дипломат. Под егидата на Хумберт от Романс, Алберт оформя учебната програма за всички доминикански студенти, въвежда Аристотел в учебната програма и изследва работата на неоплатониците, като Плотин.
Здравето на Алберт се влошава през 1278 г. и той умира на 15 ноември 1280 г. в доминиканския манастир в Кьолн, Германия. Неговите мощи се намират в римски саркофаг в криптата на доминиканската църква "Свети Андрей" в Кьолн. Твърди се, че тялото му е нетленно по време на ексхумация три години след смъртта му. Въпреки това, по-късна ексхумация през 1483 г. установено, че е останал само скелет.
Алберт е обявен за блажен през 1622 г. Канонизиран и провъзгласен за Отец на Църквата на 16 декември 1931 г. от папа Пий XI и за покровител на естествените учени през 1941 г. Празникът на Свети Алберт е 15 ноември.

## Творчество
Творчеството на Алберт Велики е събрано за пръв път през 1899 г., като достига тридесет и осем тома. Те разкриват неговите енциклопедични познания по теми от множество сфери на човешкото познания, сред които като логика, теология, ботаника, география, астрономия, астрология, минералогия, алхимия, зоология, физиология, френология, правосъдие, право, приятелство и любов. Той усвоява, тълкува и систематизира всички произведения на Аристотел, събрани от латинските преводи и бележки на арабските коментатори, в съответствие с църковната доктрина. Повечето съвременни знания за Аристотел са запазени и представени от именно от Алберт Велики.
Основните му богословски трудове са коментар в три тома върху "Сентенциите" на Петър Ломбард и Summa Theologiae в два тома. Последното по същество е по-дидактично повторение на първото.
Дейността на Алберт обаче е по-скоро философска, отколкото теологична (виж Схоластика). Философските трудове, заемащи първите шест и последния от 21-те тома, обикновено са разделени според аристотеловата схема на науките и се състоят от тълкувания на трудовете на Аристотел, с допълнителни дискусии по съвременни теми и случайни отклонения от мненията на гръцкия философ. Алберт вярва, че подходът на Аристотел към естествената философия не представлява никаква пречка за развитието на християнски философски възглед за естествения ред.
Познанията на Алберт по природни науки са значителни и забележително точни за епохата. Той не само създава коментари и парафрази на целия Аристотелов корпус, включително неговите научни трудове, но също ги допълва и подобрява. Неговите книги по теми като ботаника, зоология и минерали включват не само информация от други източници, но също така и резултати от неговите собствени емпирични изследвания. Тези изследвания допринасят за развитието на няколко науки, отвъд разчитането на класически текстове. В случая с ембриологията, например, се твърди, че в периода между Аристотел и Алберт, последният от които успява да идентифицира органите с яйцеклетките, не е написано почти нищо от значение за развитие на знанията в тази област. Освен това, Алберт на практика създава цели специални науки, незасегнати от трудовете на Аристотел. Например преди него не е имало систематично изследване на минералите. За  тези постижения той получава титлата Doctor Universalis.

### Алхимия
След смъртта на Алберт през вековете се появяват множество истории за него като алхимик и магьосник. Голяма част от съвременното объркване идва от факта, че по-късни произведения, особено алхимичният труд, известен като Secreta Alberti или Experimenta Alberti, са били погрешно приписвани на Алберт от техните автори, за да се повиши престижът на текста чрез асоциация.
Що се отнася до алхимията и химията, много трактати, свързани с алхимията, са му били приписвани, въпреки че в автентичните му писания той е имал малко да каже по въпроса, и то най-вече чрез коментари върху Аристотел. Например, в коментара си De mineralibus той споменава силата на камъните, но не уточнява какви могат да бъдат тези сили. Съществува широка гама от псевдо-албертинови произведения, занимаващи се с алхимия, които показват вярата, развила се през поколенията след смъртта на Алберт, че той е овладял алхимията, една от основните науки на Средновековието. Те включват Метали и материали; Тайните на химията; Произход на металите; Произход на съединенията и Конкорданция, която представлява колекция от Наблюдения върху философския камък и други теми, свързани с алхимията и химията, събрани под името Theatrum Chemicum. Той е кредитиран с откриването на елемента арсен и е експериментирал със светлочувствителни химикали, включително сребърен нитрат. Вярвал, че камъните имат окултни свойства, както е посочил в работата си De mineralibus. Въпреки това, има малко доказателства, че той лично е извършвал алхимични експерименти.
Според легендата, Алберт е казал, че е открил философския камък и го е предал на своя ученик Тома Аквински, малко преди смъртта си. Алберт не потвърждава, че е открил камъка в писанията си, но е записал, че е бил свидетел на създаването на злато чрез "трансмутация". Като се има предвид, че Тома Аквински е починал шест години преди смъртта на Алберт, тази легенда, както е посочена, е малко вероятна.

### Астрология
Алберт е силно запленен от астрологията, както свидетелстват изследванията на Паола Замбели и Скот Хендрикс. През Средните векове, чак до зората на модерната епоха, учени и мислители масово са приемали астрологията, вярвайки, че земният живот е микрокосмос, отразяващ макрокосмоса – вселената. Те са убедени във връзката между двете и приемат, че небесните тела се движат в цикли и модели, подобни на земните. От тази гледна точка е логично да се смята, че астрологията може да предсказва човешката съдба.
Алберт смята, че познаването на влиянието на небесните тела върху хората, може да ги насочи към живот, по-съобразен с християнските ценности. Двете му произведения от около 1260 г., Speculum astronomiae и De Fato, най-пълно разкриват неговите астрологични възгледи. Всъщност, тези идеи присъстват в почти всички негови трудове, от ранния De natura boni до късния Summa theologiae. Speculum на Алберт е обект на критика от Жерар от Силтео.

### Приливи и Луна
Алберт смята, че приливите и отливите са повлияни от Луната. Въз основа на древногръцките теории за светлината и астрологичните обяснения на Абу Машар ал-Балхи, той предлага комбинирана теория. Според нея Луната привлича водата по два начина – чрез своята вътрешна астрологична влажна природа и чрез топлината, която лунната светлина произвежда.

### Материя и форма
Алберт вярва, че всички природни неща са съставени от материя и форма, които той нарича quod est (това, което е) и quo est (това, чрез което е). Освен това той смята, че единствено Бог е абсолютният върховен управител. Неговата версия на хиламорфизма е много сходна с учението на Аристотел.

### Музика
Алберт е известен със своите коментари върху музикалните практики на своето време. Повечето от наблюденията му върху музиката се намират в неговия коментар върху „Поетика“ на Аристотел. Той отхвърлял идеята за „музика на сферите“ като нелепа, защото смятал, че движението на астрономическите тела не може да генерира звук. Алберт писал подробно за пропорциите в музиката и за трите различни субективни нива, на които простият напев може да повлияе на човешката душа: пречистване на нечистото, просветление, което води до съзерцание, и подхранване на съвършенството чрез съзерцание. Особен интерес за музиковедите от XX-ти век представлява вниманието му към тишината като неразделна част от музиката.

### Метафизика на морала
В своите ранни трудове „За природата на доброто“ и „За доброто“ Алберт започва с метафизичен анализ на доброто в общ смисъл и физическото добро, което нарича bonum naturae. Преди да се задълбочи в моралните концепции на метафизиката, той първо дефинира основните принципи на доброто. В по-късните си творби Алберт подчертава, че разбирането на човешката и моралната добродетел изисква осъзнаване на смисъла на добротата и извършването на добри дела. Този метод отразява неговия интерес към неоплатоническите възгледи за доброто и ученията на Псевдо-Дионисий. Възгледите му били силно ценени както от Католическата църква, така и от съвременниците му.

### Естествено право
Алберт посвещава последния трактат от „За доброто“ (De Bono) на теорията за справедливостта и естествения закон. Той поставя Бог като върховен източник на справедливост и естествен закон, като божественото законодателство и власт са абсолютни. До неговото време това е единственият труд, написан от богослов или философ, който се фокусира специално върху естествения закон.

### Приятелство
Алберт споменава приятелството в своя труд „За доброто“ (De bono), като излага своите идеи и морални принципи за приятелството още в началото на Втори трактат. По-късно през живота си той публикува „Super Ethica“. Развитието на темата за приятелството в неговите трудове показва, че с времето значението на тези идеали и морали е нараствало за него. Алберт коментира възгледа на Аристотел за приятелството, като цитира Цицерон, който пише: „Приятелството не е нищо друго освен хармония между божественото и човешкото, изпълнена с добронамереност и любов.“ Алберт се съгласява с това тълкувание, но добавя и понятието за хармония или съгласие, което нарича consensio, описвайки го като вид движение в човешкия дух. Той напълно приема възгледа на Аристотел, че приятелството е добродетел, и свързва метафизическата връзка между приятелството и моралната доброта. Алберт описва три нива на доброто: полезното (utile), приятното (delectabile) и автентичното или безусловно добро (honestum). Съответно, има три вида приятелство: приятелство, основано на полезност (amicitia utilis), на удоволствие (amicitia delectabilis) и на безусловна доброта (amicitia honesti или amicitia quae fundatur super honestum).

## Културни препратки
Иконографията на тимпана и архиволтите на портала на Страсбургската катедрала от края на XIII век е вдъхновена от трудовете на Алберт. Алберт често се споменава от Данте, който използва неговата доктрина за свободната воля като основа на своята етична система. В „Божествена комедия“ Данте поставя Алберт заедно с неговия ученик Тома Аквински сред великите любители на мъдростта (Spiriti Sapienti) в Рая на Слънцето.
В „Понятието за тревога“ Сьорен Киркегор пише, че Алберт „надменно се похвалил със своите спекулации пред божеството и изведнъж оглупял“. Киркегор цитира Готхард Освалд Марбах, който казва: „Алберт внезапно бил превърнат от магаре във философ и от философ в магаре“ (Albertus repente ex asino factus philosophus et ex philosopho asinus).
В романа на Мери Шели „Франкенщайн“ ученият Виктор Франкенщайн изучава трудовете на Алберт Велики.
Йохан Едуард Ердман смята, че Алберт е по-велик и по-оригинален от своя ученик Тома Аквински.
В комедийния сериал „Open All Hours“ Албърт Аркрайт измисля празника на свети Алберт, за да може Гранвил да проверява джобовете на клиентите.

## Влияние и признание
Много училища са кръстени на Алберт Велики, включително Albertus Magnus High School в Бардония, Ню Йорк; Albertus Magnus Lyceum в Ривър Форест, Илинойс; и Albertus Magnus College в Ню Хейвън, Кънектикът.
Albertus Magnus Science Hall в Thomas Aquinas College в Санта Паула, Калифорния, също носи неговото име, както и основните научни сгради в Providence College и Aquinas College в Гранд Рапидс, Мичиган.
Централният площад в кампуса на Университета на Кьолн е кръстен на Алберт и включва негова статуя, създадена от Герхард Маркс през 50-те години на XX век. Подобни статуи могат да се намерят и в Университета на Йена, Университета на Андите и Университета на Хюстън.
Академията за наука и дизайн в Ню Хемпшър почита Алберт, като нарича едно от своите четири домове "Magnus House". Университетът на Хюстън също показва негова статуя в знак на признание за приноса му към правото.
В Ротвайл, Германия, се намира гимназията Albertus-Magnus-Gymnasium. В Манагуа, Никарагуа, през 2004 г. е основан Albertus Magnus International Institute, изследователски център за икономическо развитие.
Във Филипините Albertus Magnus Building в Университета на Санто Томас помещава Консерваторията по музика, Колежа по туризъм и гостоприемство, Колежа по образование и гимназията на университета. Saint Albert the Great Science Academy в Сан Карлос Сити, както и католическата гимназия San Alberto Magno Academy в Тубао, Ла Унион, също почитат неговото име.
В негова чест са наречени вид бактерия (Agrobacterium albertimagni), растение (Alberta magna), ракообразно (Bodigiella albertimagni), фосилен брахиопод (Albasphe albertimagni) и астероидът 20006 Albertus Magnus.
Много католически училища носят неговото име, включително училища в Торонто, Калгари, Кьолн и Дейтън, Охайо. Шрифтът Albertus също е кръстен на него. В Университета на Нотр Дам в Индиана, параклисът на Zahm Hall е посветен на Св. Алберт Велики.
Второто по големина студентско братство в Нидерландия, разположено в Грьонинген, също носи неговото име. Colegio Cientifico y Artistico de San Alberto в Ню Джърси и сестринското му училище във Филипините са основани в негова чест през 1986 г.
Католическата енория във Вослоорус, Южна Африка, и енорията в Леополдсхафен, Германия, също носят неговото име, тъй като Алберт е покровител на учените.
След смъртта на крал Алберт I в Белгия се празнува Празникът на краля в деня на свети Алберт. Католическата капелания в Единбург, обслужваща университетите на града, също е кръстена на него.
Също така в Рим се намира титулярната църква Sant'Alberto Magno.